# خط ۱۲ متروی پاریس
خط ۱۲ متروی پاریس (انگلیسی: Paris Métro Line 12) یکی از خطوط متروی پاریس است.
این خط که در سال ۱۹۱۰ تأسیس شده دارای ۲۹ ایستگاه و ۱۵٫۲۶۸ کیلومتر طول می‌باشد.

## نگارخانه

Route of Line 12

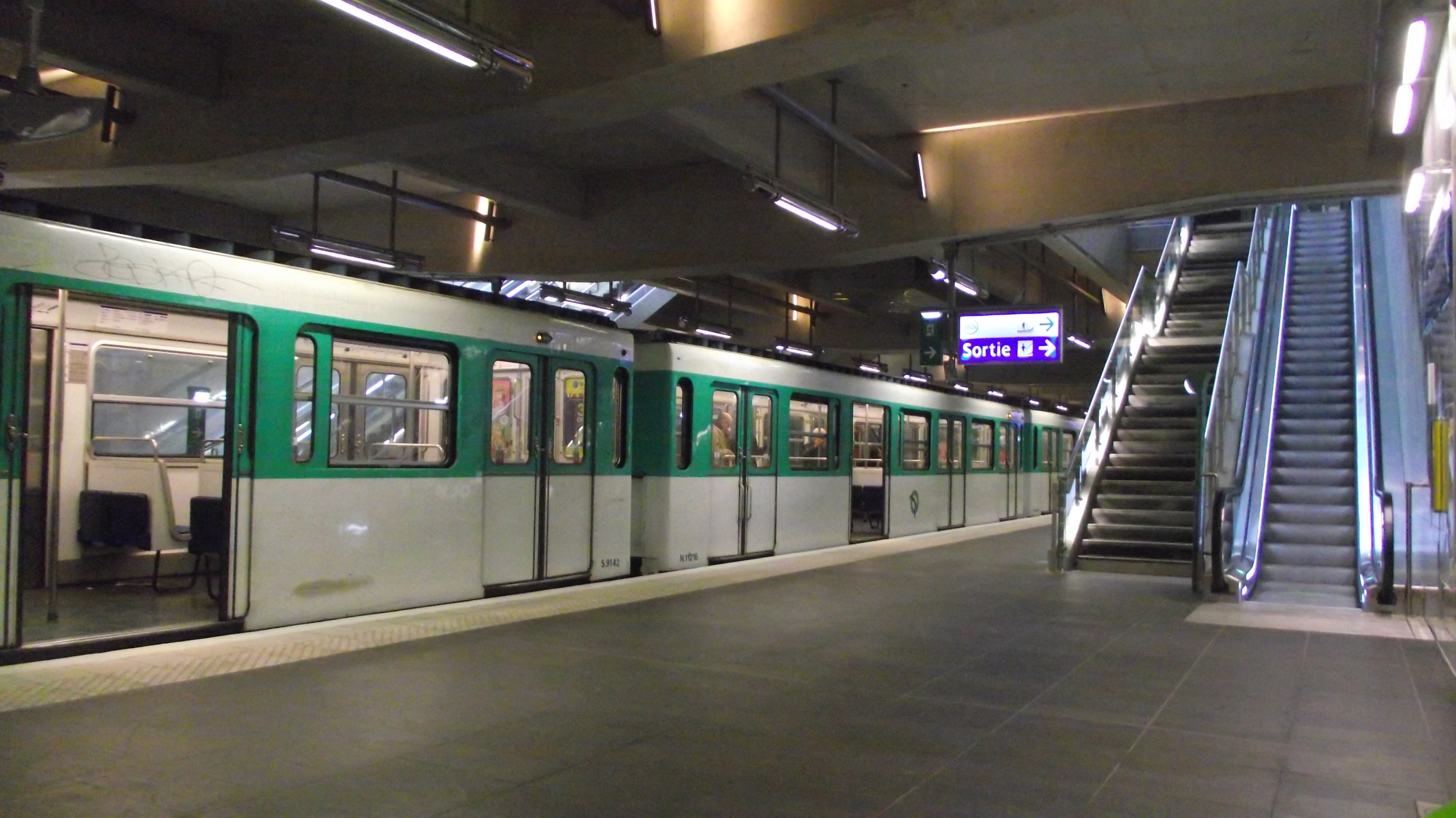
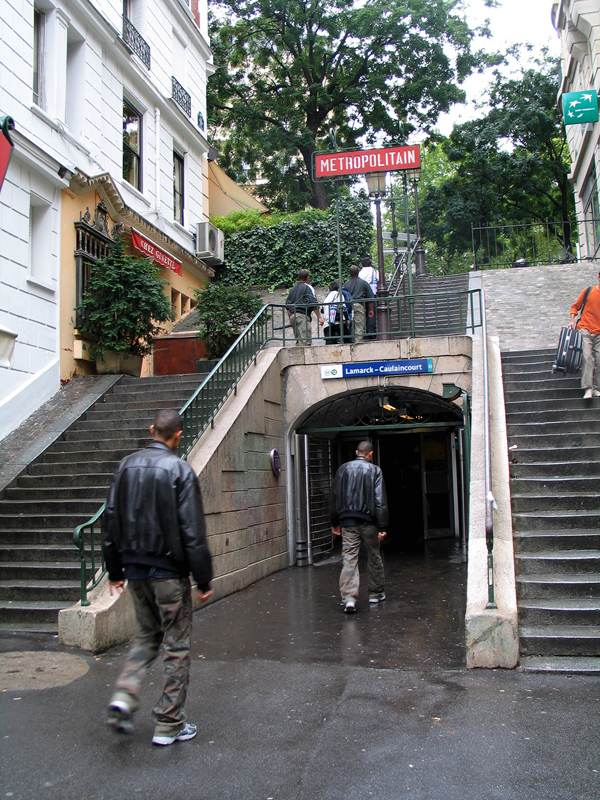
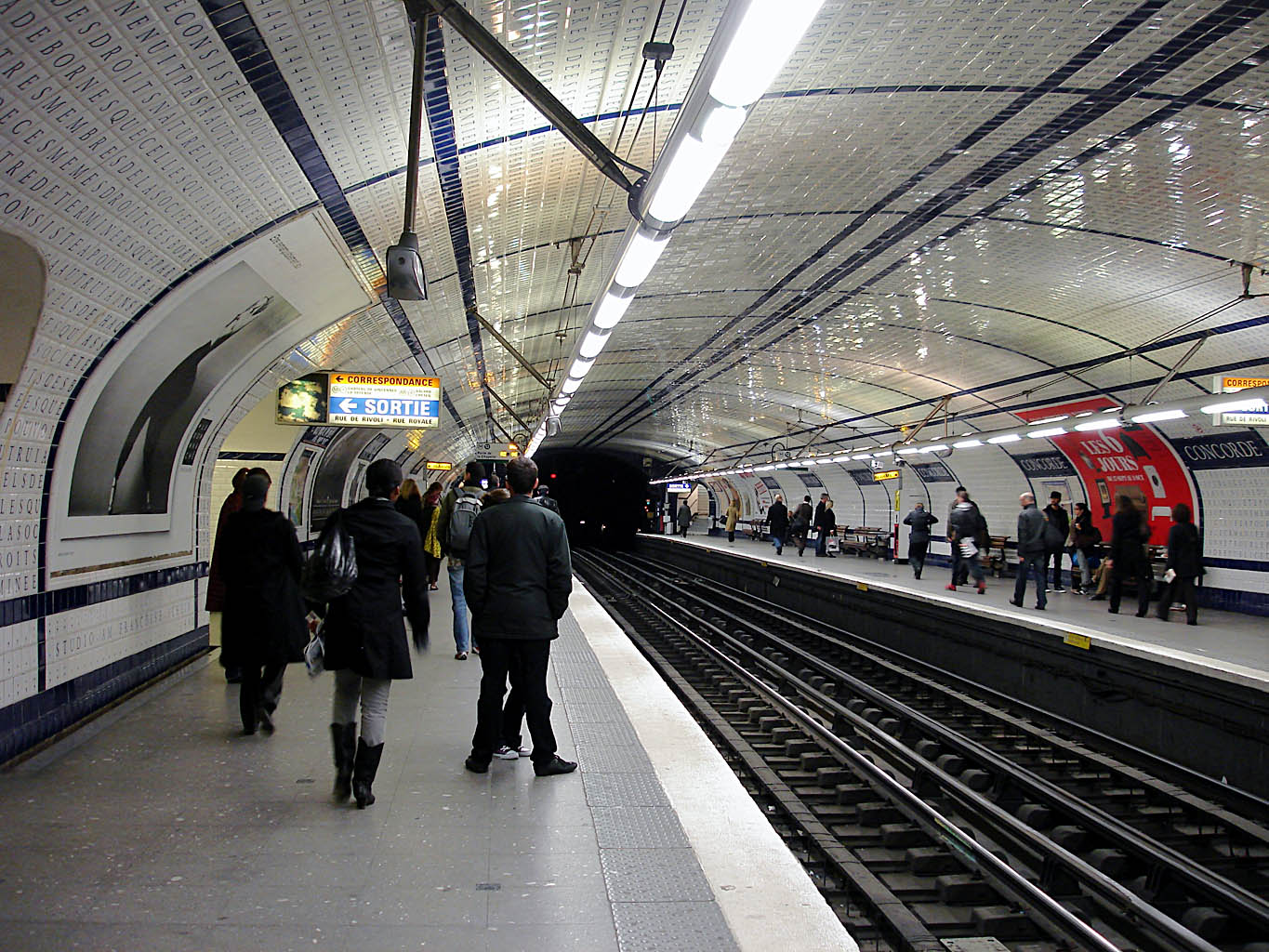
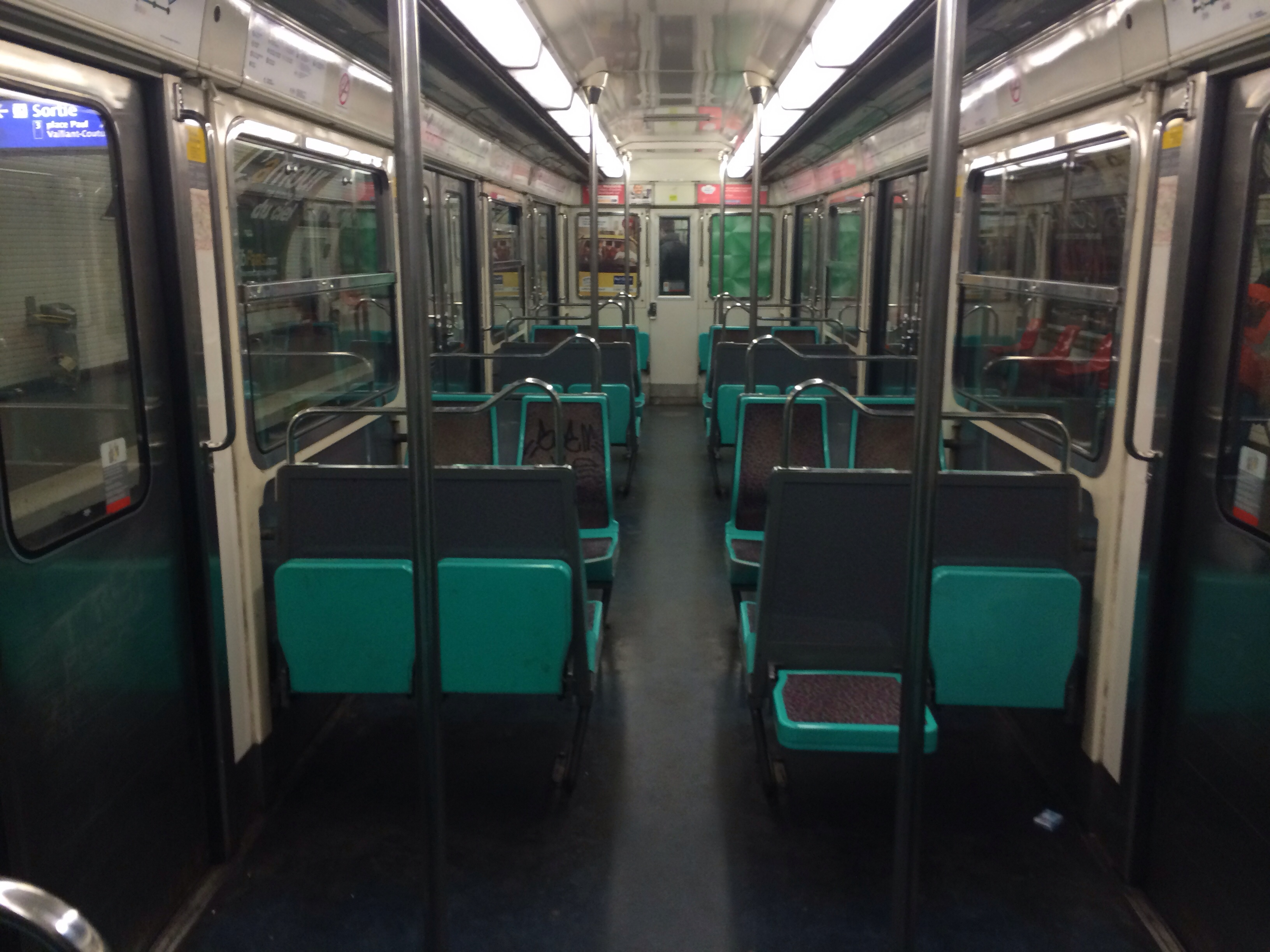